# Melolontha rubiginosa
Melolontha rubiginosa är en skalbaggsart som beskrevs av Leon Fairmaire 1889. Melolontha rubiginosa ingår i släktet Melolontha och familjen Melolonthidae. Inga underarter finns listade i Catalogue of Life.